# 河東けい
河東 けい（かとう けい、1925年11月20日 - 2024年7月17日）は、日本の女優。

## 来歴・人物
本名は西川 紫洲江（にしかわ しづえ）。兵庫県神戸市出身。日本女子大学卒業。特技はピアノ、狂言。1952年に民衆劇場に入団。1957年に結成された関西芸術座創立メンバーの一人。
晩年までテレビドラマ、舞台などに多数、出演し、活躍していた。関西芸術座では演出もおこなった。関西新劇界を代表する女優の一人である。
2024年7月17日、老衰のため死去。98歳没。

## 出演

### 映画
- 無常（1970年） - お種

### テレビドラマ
- ひとすじの光（1960年、KR）
- 帰って来た用心棒 第32話「失踪」（1969年、NET）
- 銭形平次 （CX）
  - 第191話「雪の降る町で」（1969年） - お由
  - 第347話「八丈追分節」（1972年） - お由
  - 第422話「密告」（1974年） - お葛
- 大岡越前 （TBS / C.A.L）
  - 第2部 第9話「消えた越前」（1971年7月12日）
  - 第3部 第5話「無情の捕縄」（1972年7月10日） - 長屋の女
  - 第5部 第13話「消えた千両富くじ」（1978年3月6日） - お粂
  - 第6部 第16話「因業大家と人情大工」（1982年6月21日） - おかね
  - 第7部 第7話「嘘つき親父の真実」（1983年6月6日） - お時
  - 第9部 第14話「奉行に似ていた復讐鬼」（1986年1月27日）
  - 第10部 第3話「巷の噂を買う女」（1988年3月14日） - おてつ
- 銀河ドラマ / 霧の旗（1972年、NHK） - 飲み屋おかみ
- 朝の連続テレビ小説 （NHK）
  - 火の国に（1976年 - 1977年） - 母・ふみ 役
  - 純ちゃんの応援歌（1988年 - 1989年） - 牛山かき 役
  - おんなは度胸（1992年）
  - 芋たこなんきん（2006年） - 石川サキ 役
  - ウェルかめ（2009年 - 2010年） - 斎藤紀子 役
- 必殺シリーズ（ABC / 松竹）
  - 必殺からくり人 第11話「私にも父親をどうぞ」（1976年） - 料亭の女将
  - 必殺仕事人 第75話「訴え技火だるま身替り消し」（1980年） - うめ
  - 新・必殺仕事人 第3話「主水子守する」（1981年） - お種
- 遅咲きの梅（1980年、MBS）
- 徳川の女たち 第1部（1980年、CX）
- 水戸黄門 （TBS / C.A.L）
  - 第10部 第22話「赤い財布の恩返し -馬籠-」（1980年1月14日） - お勝
  - 第11部
    - 第4話「悪を斬る紅緒の三度笠 -山形-」（1980年9月8日） - おたね
    - 第15話「天狗の鼻にお灸 -会津-」（1980年11月24日） - お種

  - 第15部 第28話「助さんは替え玉亭主 -岐阜-」（1985年8月5日） - 茶店の婆さん
  - 第19部 第12話「仇討ち悲願の名人芸 -一関-」（1989年12月11日）
  - 第20部 第12話「悪を糺す阿波踊り -徳島-」（1991年1月28日）
  - 第29部 第18話「渡る世間に鬼はなし -善光寺-」（2001年）
  - 第31部 第6話「娘剣士の上意討ち -吉田-」（2002年11月18日） - お勝
  - 第34部 第2話「頑固な母がついた嘘 -磐城-」（2005年1月17日） - とめ
- 怪人二十面相と少年探偵団（1983年 - 1984年、KTV） - 綾小路愛
- 土曜ワイド劇場 （ABC）
  - 「京都殺人案内8 刑事の娘を襲った悪徳サラ金」（1983年）
  - 「京都殺人案内15 音川、完全犯罪に挑む!」（1989年） - 養護施設員
- ああ嫁姑 第4話「姑の逢いびき」（1985年、MBS）
- 長七郎江戸日記 第1シリーズ 第51話「黄金の夢」（1985年、NTV）
- 泳げ!第5コース（1986年、KTV）
- ドラマ人間模様「追う男」（1986年、NHK）
- 三匹が斬る! 第15話「信玄の、亡霊見たかおしゃれ鳥」（1988年、ANB）
- 妻そして女シリーズ「嫉妬」 （1988年、MBS）
- 新・部長刑事 アーバンポリス24（1990年、ABC） - 柚木の義母
- 神谷玄次郎捕物控 第7話「針の光」（1990年、KTV）
- あばれ医者 嵐山 第5話「夢のかけら」（1995年、TX）
- 京都始末屋事件ファイル 第6話「盗撮された女! カリスマ美容師の罠!!」（1999年、ANB）
- 新・いのちの現場から2（2006年、MBS） - 山城多佳子
- 土曜ドラマ / ジャッジ 〜島の裁判官奮闘記〜 第1シリーズ（2007年、NHK） - 山崎ウメ
- 経世済民の男（2015年） - 兵頭トミ

### ラジオドラマ
- FMシアター（NHK-FM）
  - 記憶の花（2004年）
  - 巣穴（2013年）

### 舞台
- こわれがめ - 女中リーゼ※デビュー作[1]
- 野鴨
- 奇跡の人
- 朝は7時
- 請願
- セールスマンの死
- 小市民の結婚式
- モーリー・スウィニー
- 乱世山城國伝
- アンネの日記
- プラットホーム・光の夏
- 小町風伝
- 母